# Agios Amvrosios
Agios Amvrosios (in greco Aγιος Αμβρόσιος?, Ayos Amvrosios, in turco Esentepe o Ayguruş) è un comune situato de jure nel distretto di Kyrenia della Repubblica di Cipro e de facto nel distretto di Girne della Repubblica turca di Cipro del Nord con 1 754 abitanti nel 2011.
Prima del 1974 Agios Amvrosios era abitato esclusivamente da greco-ciprioti.

## Geografia fisica
Agios Amvrosios si trova sulle pendici settentrionali della catena del Pentadaktylos. È situato 23 chilometri a est della città di Kyrenia ed è uno dei villaggi più grandi della regione di Kyrenia.

## Origini del nome
Il villaggio ha preso il nome da Sant'Ambrogio. Esso ospita una chiesa dedicata al santo. L'edificio, costruito nel 1910, era una delle più grandi chiese di Cipro, ed è stato trasformato in una moschea. Sant'Ambrogio è annoverato tra i santi di Cipro ed era venuto dalla Palestina con Sant'Epitteto (che diede il suo nome al villaggio di Agios Epiktitos) e altri monaci perseguitati dai Saraceni. San Epiktitos visse come asceta ventisette chilometri a ovest, mentre Sant'Ambrogio visse come monaco asceta in questa zona. Con il tempo, invece di onorare Sant'Ambrogio, l'asceta locale che divenne santo a Cipro, alcuni iniziarono a onorare il più noto omonimo, Dottore della Chiesa e vescovo di Milano vissuto nel quarto secolo, che è un santo venerato sia dalla Chiesa orientale che da quella occidentale. Ancora oggi gli abitanti greci ciprioti espulsi dal villaggio onorano il Sant'Ambrogio milanese. La cittadina si chiamava anche Aygurush durante il periodo ottomano e britannico. Nel 1975 fu ribattezzata Esentepe dai turco-ciprioti, in onore del villaggio natale (Agios Nikolaos nel distretto di Pafo) degli sfollati turco-ciprioti che vi furono reinsediati. 
Nel 1958 infatti gli abitanti turco-ciprioti di Agios Nikolaos avevano ribattezzato il loro villaggio Esentepe.

## Società

### Evoluzione demografica
Nel censimento ottomano del 1831 i cristiani costituivano gli unici abitanti di questo insediamento. All'inizio del secolo solo uno o due musulmani vivevano nella cittadina. La popolazione aumentò costantemente durante il periodo britannico, passando da 566 abitanti nel 1891 a 1.543 nel 1973.
Tutti gli abitanti di Agios Amvrosios furono sfollati nel 1974, quando tra il luglio e l'agosto del 1974 fuggirono dall'avanzata dell'esercito turco verso la parte meridionale dell'isola. Attualmente, come gli altri sfollati greco-ciprioti, quelli di Agios Amvrosios sono sparsi in tutto il sud dell'isola, soprattutto a Nicosia e Limassol. Si stima che la popolazione sfollata di Agios Amvrosios sia di circa 1 550 persone, dato che nel 1973 era di 1 543 abitanti.
Nel 1975, il villaggio fu utilizzato per l'insediamento di sfollati turco-ciprioti provenienti dalla parte meridionale della linea verde, principalmente dal villaggio di Agios Nikolaos/Esentepe a Paphos. Ci sono anche sfollati provenienti da Kidasi/Ceyhan e Marona/Uluçam, villaggi di Paphos, e un piccolo numero di persone provenienti dalla città di Limassol. Secondo il censimento turco-cipriota del 1996, 274 cittadini turco-ciprioti che vivono in questa cittadina hanno dichiarato di essere nati in Turchia. Essi sono principalmente originari delle zone orientali del Mar Nero, come Çaykara e Trebisonda. Dalla metà degli anni '90, molti cittadini europei hanno acquistato proprietà e si sono stabiliti nelle vicinanze del villaggio. Secondo il censimento del 2006, la popolazione de jure del villaggio era di 1 575 abitanti. Questo numero poteva facilmente salire a 2.000 durante i mesi di vacanza.

## Cultura

### Eventi
Il Comune organizza tradizionalmente ogni anno il Festival Zerdali di Esentepe. La prima edizione è stata inaugurata da Mehmet Ali Talat, a quel tempo Presidente della Repubblica Turca di Cipro del Nord.

## Sport
Il villaggio ha una squadra di calcio chiamata Esentepe Sports Club, che nella stagione 2009-10 gareggiava nella prima lega della Federazione calcistica di Cipro del Nord. Inoltre, il villaggio ha una squadra di pallamano maschile e femminile chiamata Legend Esentepe Talent Hunters Sports Club. Queste squadre sono allenate da Cemal Erdogan. Nella stagione 2011-2012, le squadre femminili sono diventate campioni giovanili il 29 marzo 2012 e delle stelle femminili il 19 aprile 2012.